# Reggenza di Bandung
La Reggenza di Bandung (in indonesiano Kabupaten Bandung) è una reggenza (kabupaten) dell'Indonesia situata nella provincia di Giava Occidentale.